# Objętość aktywacji
Objętość aktywacji – rodzaj objętości w teorii stanu przejściowego, która określa określoną różnicę objętości molowej kompleksu aktywnego oraz substratów. Objętość ta przyjmuje wartości bezwzględne wyrażone w cm³/mol. Znak objętości aktywacji w zależności od rodzaju reakcji chemicznej jest przyjmowany jako ujemny bądź dodatni.